# Quarkonium
In der Teilchenphysik bezeichnet man mit Quarkonium (Plural: Quarkonia) einen gebundenen Zustand aus einem Quark und seinem Antiquark. Anders ausgedrückt ist es ein Meson ohne elektrische Ladung oder Flavour.
Gebundene Zustände der schweren Quarks {\displaystyle c} und {\displaystyle b} haben eigene Namen: gebundene {\displaystyle c{\bar {c}}}-Zustände (also charm-Quark und -Antiquark) heißen Charmonium, gebundene {\displaystyle b{\bar {b}}}-Zustände Bottomonium. Ob sich {\displaystyle t{\bar {t}}}-Systeme (Toponium) bilden können, ist ungeklärt.
Gebundene Quark-Antiquark-Zustände der leichten Quarks ({\displaystyle u,d,s\!\,}) mischen sich aufgrund der geringen Massendifferenz quantenmechanisch – vor allem {\displaystyle u{\bar {u}}} mit {\displaystyle d{\bar {d}}}. Daher sind die aus ihnen gebildeten Mesonen nicht einer einzelnen Quarksorte zuordenbar.

## Nomenklatur

### Quantenzahlen und spektroskopische Zustände
Der Name Quarkonium ist analog zum Positronium, bei dem ein Elektron und ein Positron zum {\displaystyle e^{+}e^{-}\!\,} gebunden sind. Wie beim Positronium kennzeichnet man Quarkonia durch folgende Quantenzahlen:
- Hauptquantenzahl {\displaystyle \,n=1,\,2\,,3\,\ldots }
- Kopplung der Quarkspins {\displaystyle S\!\,} (Zahlenwert {\displaystyle 0\!\,} oder {\displaystyle 1\!\,}) bzw. Multiplizität {\displaystyle 2S+1\!\,} (Zahlenwert {\displaystyle 1\!\,} oder {\displaystyle 3\!\,})
- Bahndrehimpuls {\displaystyle L\!\,} und
- Gesamtdrehimpuls {\displaystyle J\!\,} (mögliche Werte {\displaystyle J=L+S,L+S-1,\dots ,|L-S|\!\,} aufgrund der Spin-Bahn-Kopplung {\displaystyle {\hat {J}}={\hat {L}}+{\hat {S}}})

| Bahndreh- impuls {\displaystyle L\!\,} | Kenn- buchstabe |
| -------------------------------------- | --------------- |
| 0                                      | S               |
| 1                                      | P               |
| 2                                      | D               |
| 3                                      | F               |
| 4                                      | G               |
| 5                                      | H               |
| 6                                      | I               |
| 7                                      | K               |
| …                                      | …               |

in der Nomenklatur {\displaystyle n^{2S+1}L_{J}\!\,} (Termsymbol) bzw. {\displaystyle nL\!\,} (spektroskopische Bezeichnung), wobei der Bahndrehimpuls {\displaystyle L\!\,} durch einen Großbuchstaben (siehe Tabelle) angegeben wird.
Man beachte folgenden Unterschied in der Namensgebung: Während bei Positronium die Nomenklatur der Atomphysik gilt mit der Hauptquantenzahl {\displaystyle n=N+1+l\!\,} ({\displaystyle N\!\,} für die Zahl der Knoten der Radialwellenfunktion, klein {\displaystyle l\!\,} für den Bahndrehimpuls), verwendet man beim Quarkonium die Nomenklatur der Kernphysik mit {\displaystyle n=N+1\!\,}. Einem 23P1-Positronium entspricht also ein 13P1-Charmonium.
Beobachtbar sind neben dem Gesamtdrehimpuls {\displaystyle J\!\,} nur:
- die Parität {\displaystyle P=(-1)^{L+1}\!\,} und
- die Ladungskonjugation {\displaystyle C=(-1)^{L+S}\!\,}.

Bahndrehimpuls {\displaystyle L\!\,} und Quarkspin-Kopplung {\displaystyle S\!\,} lassen sich daraus ableiten.

### Mesonen
Für die aus diesen Zuständen gebildeten Mesonen gilt folgende Nomenklatur
| beobachtet: {\displaystyle J^{PC}\!\,} | Bahndrehimpuls {\displaystyle L\!\,}             | gekoppelter Spin {\displaystyle S\!\,}  | Gesamtdrehimpuls {\displaystyle J\!\,} | Grundzustand ({\displaystyle n^{2S+1}L_{J}\!\,}) | Mischung aus {\displaystyle u{\bar {u}}} und {\displaystyle d{\bar {d}}} Isospin=1 | Mischung aus {\displaystyle u{\bar {u}}}, {\displaystyle d{\bar {d}}}, {\displaystyle s{\bar {s}}} Isospin=0 | Charmonium {\displaystyle c{\bar {c}}} | Bottomonium {\displaystyle b{\bar {b}}} |
| -------------------------------------- | ------------------------------------------------ | --------------------------------------- | -------------------------------------- | ------------------------------------------------ | ---------------------------------------------------------------------------------- | --- | -------------------------------------- | --------------------------------------- |
| {\displaystyle J^{-+}\!\,}             | gerade {\displaystyle \Rightarrow } S, D, G, …   | gerade {\displaystyle \Rightarrow } 0   | 0, 2, 4, …                             | 1S0                                              | Pion {\displaystyle \pi \!\,}                                                      | η-Meson {\displaystyle \eta ,\eta '\!\,}                                                                     | {\displaystyle \eta _{c}\!\,}          | {\displaystyle \eta _{b}\!\,}           |
| {\displaystyle J^{--}\!\,}             | gerade {\displaystyle \Rightarrow } S, D, G, …   | ungerade {\displaystyle \Rightarrow } 1 | 1, 2, 3, …                             | 13S1                                             | Rho-Meson {\displaystyle \rho \!\,}                                                | Omega-Meson {\displaystyle \omega \!\,}, Phi-Meson {\displaystyle \phi \!\,}                                 | {\displaystyle \psi \!\,}              | Y-Meson {\displaystyle \Upsilon \!\,}   |
| {\displaystyle J^{+-}\!\,}             | ungerade {\displaystyle \Rightarrow } P, F, H, … | gerade {\displaystyle \Rightarrow } 0   | 1, 3, 5, …                             | 1P1                                              | {\displaystyle b\!\,}                                                              | {\displaystyle h,h'\!\,}                                                                                     | {\displaystyle h_{c}\!\,}              | {\displaystyle h_{b}\!\,}               |
| {\displaystyle J^{++}\!\,}             | ungerade {\displaystyle \Rightarrow } P, F, H, … | ungerade {\displaystyle \Rightarrow } 1 | 0, 1, 2, …                             | 13P0                                             | {\displaystyle a\!\,}                                                              | {\displaystyle f,f'\!\,}                                                                                     | {\displaystyle \chi _{c}\!\,}          | {\displaystyle \chi _{b}\!\,}           |

1. ↑  aus historischen Gründen wird der 1−−-Grundzustand als J/ψ-Meson bezeichnet

- Für die aus schweren Quarks ({\displaystyle c,b\!\,}) gebildeten Mesonen wird, sofern bekannt, die spektroskopische Bezeichnung ({\displaystyle nL\!\,}) mit angegeben – z. B. {\displaystyle \psi (2S)\!\,}, sowie {\displaystyle J\!\,} als weiterer Index – z. B. {\displaystyle \chi _{c1}(1P)\!\,}. Letzteres ist nicht nötig bei {\displaystyle L=0\!\,}, weil dann {\displaystyle J=S\!\,}. Ist eine spektroskopische Zuordnung mangels Daten nicht möglich, wird zur näheren Bezeichnung die Masse in MeV/c2 angegeben, z. B. {\displaystyle \psi (3770)\!\,}.
- Für die aus leichten Quarks ({\displaystyle u,d,s\!\,}) gebildeten Mesonen verwendet man die spektroskopische Bezeichnung nicht; stattdessen wird zur näheren Bezeichnung die Masse in MeV/c2 angegeben.
- Bei den niedrigsten Zuständen kann man diese Angaben weglassen – also {\displaystyle \eta _{c}(1S)=\eta _{c}\!\,} und {\displaystyle \phi (1020)=\phi \!\,}.

## Nachgewiesene Quarkonia
| JPC | Termsymbol n2S + 1LJ | Charmonium {\displaystyle c{\bar {c}}} | Charmonium {\displaystyle c{\bar {c}}} | Bottomonium {\displaystyle b{\bar {b}}} | Bottomonium {\displaystyle b{\bar {b}}} |
| --- | -------------------- | -------------------------------------- | -------------------------------------- | --------------------------------------- | --------------------------------------- |
| JPC | Termsymbol n2S + 1LJ | Partikel                               | Masse (MeV/c2)                         | Partikel                                | Masse (MeV/c2)                          |
| 0−+ | 1S0                  | ηc(1S) = ηc                            | 2983,9 ±0,5                            | ηb(1S) = ηb                             | 9399,0 ±2,3                             |
| 0−+ | 21S0                 | ηc(2S) = ηc'                           | 3637,6 ±1,2                            | ηb(2S)                                  |                                         |
| 2−+ | 1D2                  | ηc(1D) †                               |                                        | ηb(1D) †                                |                                         |
| 1−− | 13S1                 | J/ψ(1S) = J/ψ                          | 3096,900 ±0,006                        | Υ(1S) = Υ                               | 9460,30 ±0,26                           |
| 1−− | 23S1                 | ψ(2S) = ψ(3686)                        | 3686,097 ±0,025                        | Υ(2S)                                   | 10.023,26 ±0,31                         |
| 1−− | 3S1                  |                                        |                                        | Υ(3S)                                   | 10.355,2 ±0,5                           |
| 1−− | 43S1                 |                                        |                                        | Υ(4S) = Υ(10580)                        | 10.579,4 ±1,2                           |
| 1−− | 53S1                 |                                        |                                        | Υ(5S) = Υ(10860)                        | 10.889,9 ±3,2                           |
| 1−− | 63S1                 |                                        |                                        | Υ(6S) = Υ(11020)                        | 10.992,9 ±10                            |
| 1−− | 13D1                 | ψ(3770)                                | 3773,13 ±0,35                          |                                         |                                         |
| 2−− | 13D2                 | ψ2(1D) = ψ2(3823)                      | 3822,2 ±1,2                            | Υ2(1D)                                  | 10.163,7 ±1,4                           |
| 3−− | 13D3                 | ψ3(1D) †                               |                                        | Υ3(1D) †                                |                                         |
| 1−− | ?                    | ψ(4260) = Y(4260)                      | 4230 ±8                                |                                         |                                         |
| 1+− | 1P1                  | hc(1P) = hc                            | 3525,38 ±0,11                          | hb(1P) = hb                             | 9899,3 ±0,8                             |
| 1+− | 21P1                 | hc(2P) †                               |                                        | hb(2P)                                  |                                         |
| 0++ | 13P0                 | χc0(1P) = χc0                          | 3414,71 ±0,30                          | χb0(1P) = χb0                           | 9859,44 ±0,52                           |
| 0++ | 23P0                 | χc0(2P) †                              |                                        | χb0(2P)                                 | 10.232,5 ±0,6                           |
| 1++ | 13P1                 | χc1(1P)                                | 3510,67 ±0,05                          | χb1(1P)                                 | 9892,78 ±0,40                           |
| 1++ | 23P1                 | χc1(2P) †                              |                                        | χb1(2P)                                 | 10.255,46 ±0,55                         |
| 1++ | 3P1                  |                                        |                                        | χb1(3P)                                 | 10.512,1 ±2,3                           |
| 2++ | 13P2                 | χc2(1P)                                | 3556,17 ±0,07                          | χb2(1P)                                 | 9912,21 ±0,40                           |
| 2++ | 23P2                 | χc2(2P)                                | 3927,2 ±2,6                            | χb2(2P)                                 | 10.268,65 ±0,55                         |
| 1+  | ?1                   | χc1(3872) = X(3872) *                  | 3871,69 ±0,17                          |                                         |                                         |

- einen Kandidaten für den 11D2-Zustand;
- einen hybriden Charmonium-Zustand;
- ein {\displaystyle D^{0}{\bar {D}}^{*0}}-Molekül.

## Toponium und andere Systeme
Da die Lebensdauer des Top-Quarks {\displaystyle t} extrem kurz ist, wurde vermutet, dass sich keine {\displaystyle t{\bar {t}}}-Systeme (Toponium) bilden. Im Jahr 2025 wurden jedoch Messergebnisse veröffentlicht, die sich als Produktion von Toponium deuten lassen.
2005 veröffentlichte das BaBar-Experiment die Entdeckung des neuen Zustands Y(4260).
Die Beobachtungen wurden von den Experimenten CLEO und Belle bestätigt. Zuerst wurde das neue Teilchen für ein Charmonium gehalten, aber inzwischen legen die Beobachtungen exotischere Erklärungen nahe, wie ein D-„Molekül“, ein Tetraquark oder ein hybrides Meson.